# Poço de visita

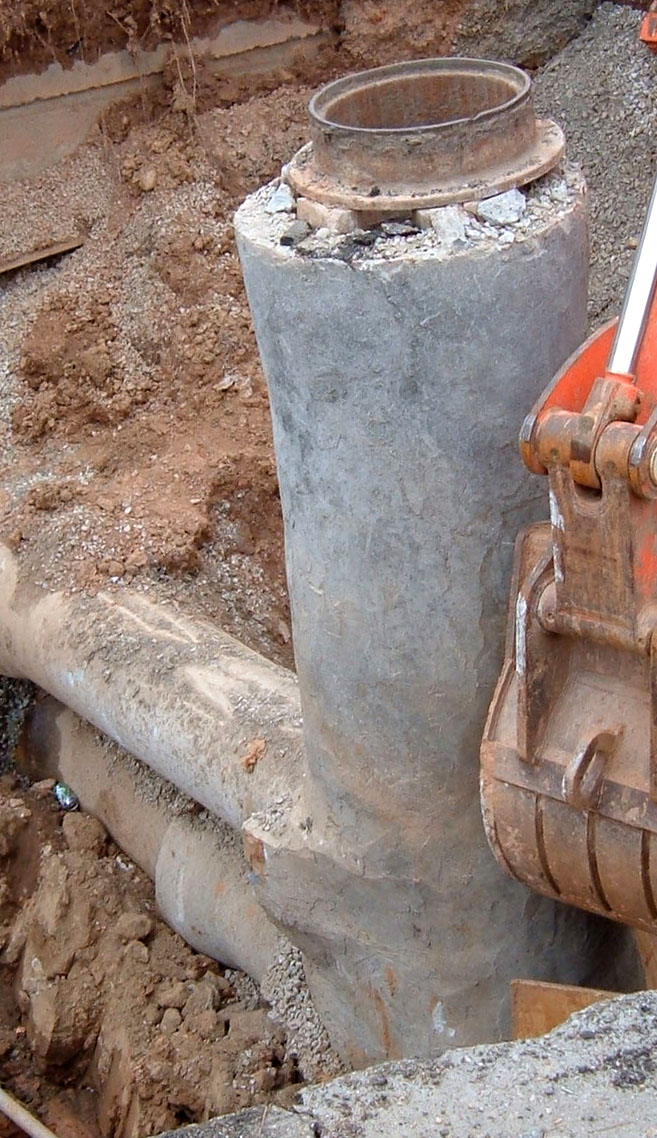
Este é um poço de visita para rede de esgoto, exposto durante a construção. Após a conclusão, somente o anel superior e o tampão (ausente na foto) ficarão visíveis.

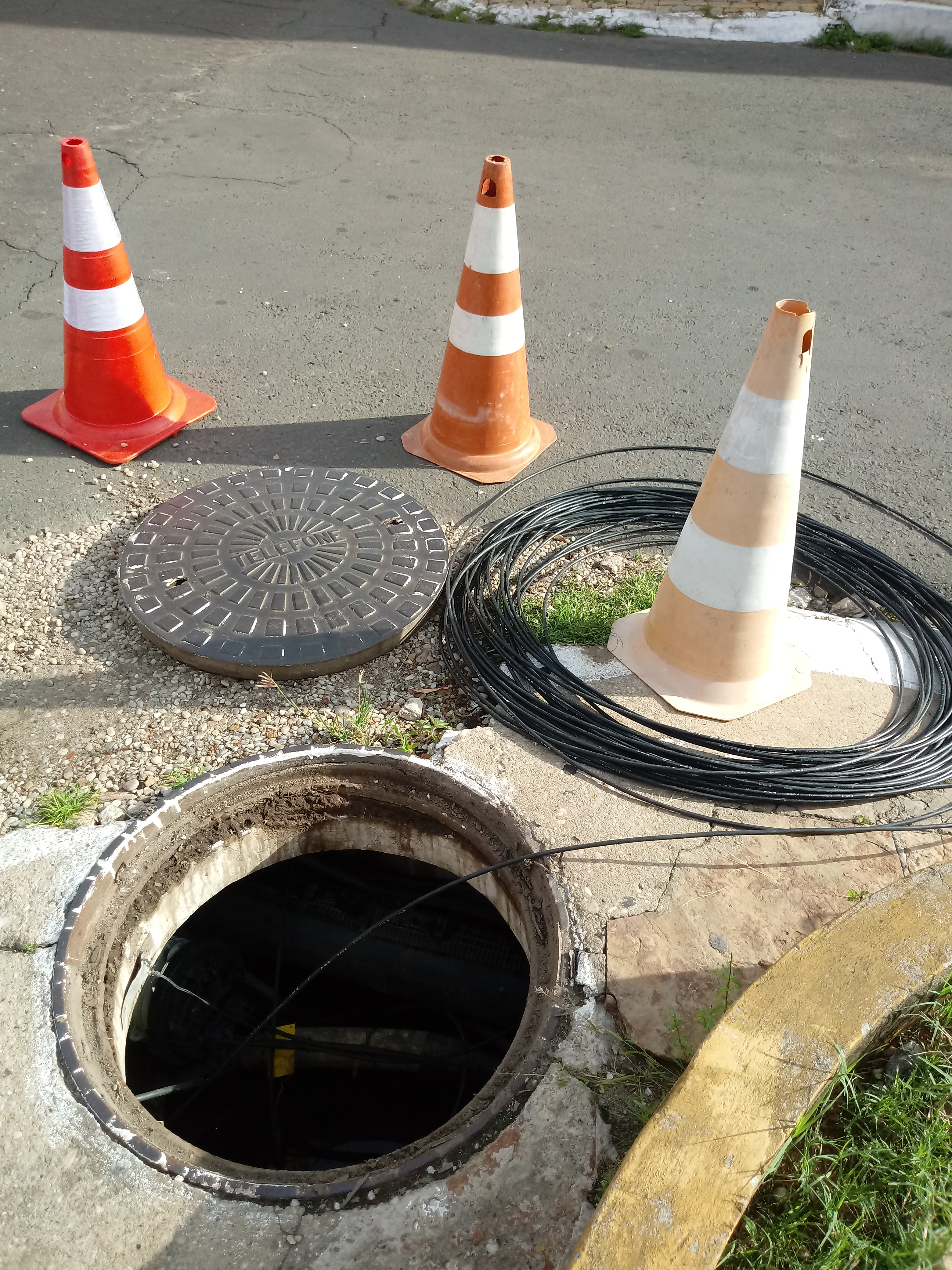
Poço de visita em obras.

Poço de visita ou bueiro é o termo pelo qual se designa a instalação (normalmente urbana) por onde se tem acesso às redes de serviços subterrâneos — tais como esgoto, telefone, energia elétrica e acesso aos córregos e rios canalizados e cobertos, dentre outros. Um poço de visita consiste em uma tampa, que pode ser circular ou retangular e normalmente feita de ferro, outro metal ou mesmo de concreto — como algumas bocas de lobo e de um acesso à rede, de profundidade variável (de menos de 1m a vários metros), divididos em dois compartimentos: a "chaminé e o "balão". A "chaminé" é a parte mais estreita pela qual se tem acesso ao "balão", a parte mais ampla na qual se fazem os serviços necessários.

## Questões referentes
- O furto por parte de pessoas que as revendem para ferros-velhos[2] por um preço muito inferior ao de sua confecção, faz com que as tampas fiquem a descoberto, e pessoas caiam dentro deles, como já aconteceu em São Paulo, onde um menino de 5 anos caiu em um poço de visita sem tampa e não foi encontrado.[3] Tal problema induziu à criação das tampas de concreto, mais baratas e fáceis de repor, mas cuja durabilidade pode ser muito inferior;
- O recapeamento das ruas desnivela a altura dos poços de visita, tornando-os uma armadilha para os veículos que passem por cima, principalmente motocicletas, causando numerosos prejuízos: desbalanceamento, estouros de pneus, perda de controle do veículo etc.;
- Os tampões dos poços de visita são geralmente redondos, pois é a única forma geométrica que impede que a tampa caia dentro do poço independentemente da posição em que ela for colocada.